# ترک مخاصمه

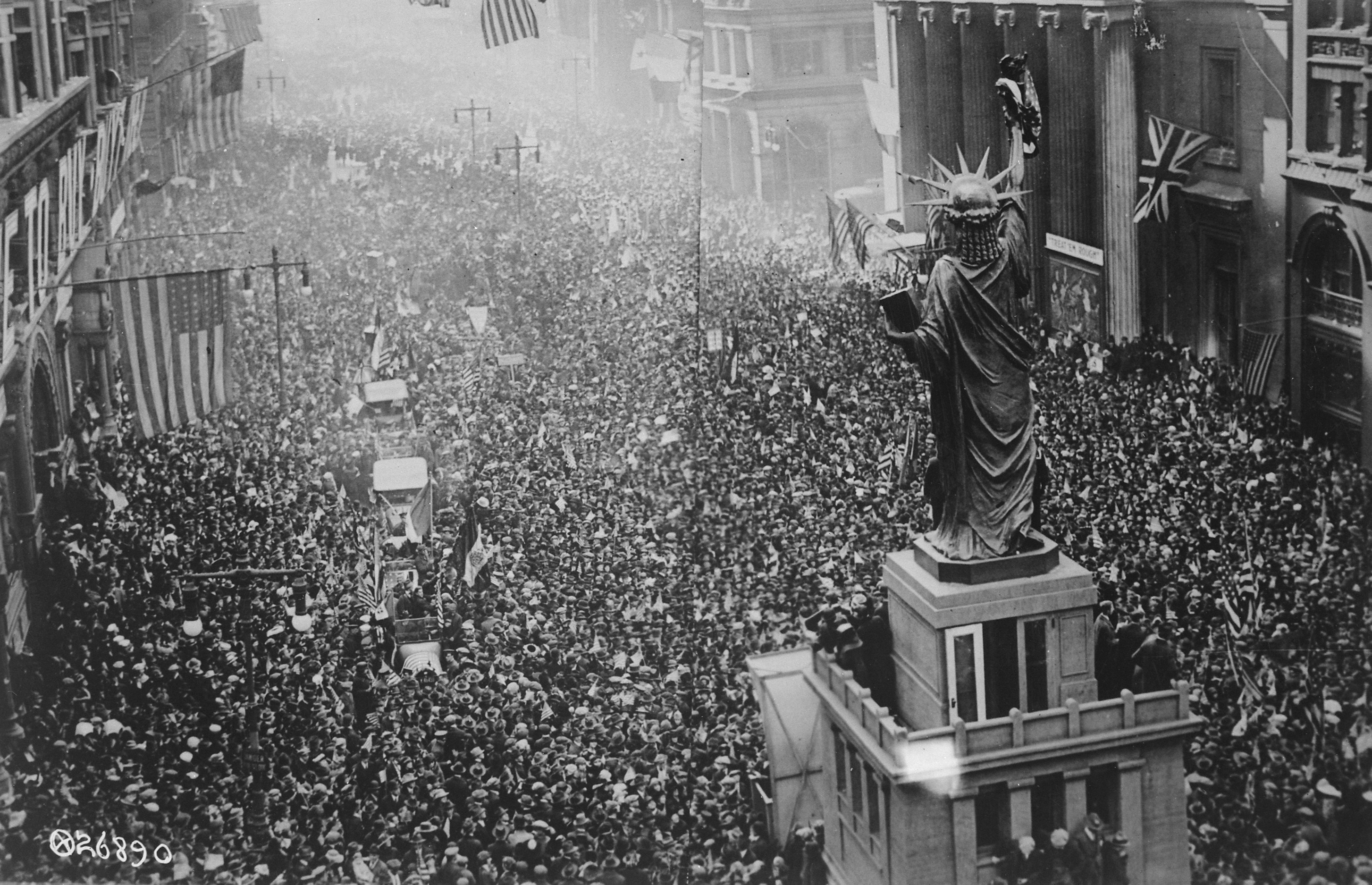
ترک مخاصمه

در روند درگیری نظامی، تَرکِ مُخاصِمه معاهده‌ای است که بر پایه آن مخاصمه به‌طور موقت خاتمه داده می‌شود، ولی حالت جنگ باقی می‌ماند. در فقه اسلامی به ترک مخاصمه مهادنه و هدنه گفته می‌شود.
آتش‌بس، متارکه (مصالحه) و ترک مخاصمه به عنوان سه مرحله از جنگ تا صلح یا اولین حلقه‌ها از زنجیری که از جنگ تا صلح امتداد پیدا می‌کند، محسوب می‌شوند. مرحلهٔ متارکه پیچیده‌تر از آتش‌بس است و مرحلهٔ ترک مخاصمه به علت ماهیت بلندمدت‌تر آن پیچیده‌تر از متارکه است.
در قراردادهای ترک مخاصمه تشکیل کمیسیونی به نام کمیسیون ترک مخاصمه پیش‌بینی شده که دو طرف مخاصمه به تعداد مساوی در آن نماینده دارند و مأموریتش نظارت بر اجرای توافق و رسیدگی به شکایات طرفین دربارهٔ نقض توافق است.